# Scopula albiceraria
Scopula albiceraria är en fjärilsart som beskrevs av Herrich-Schäffer 1844. Scopula albiceraria ingår i släktet Scopula och familjen mätare. Inga underarter finns listade.